# Cyprichromis leptosoma
Cyprichromis leptosoma ist eine afrikanische Buntbarschart. Sie ist endemisch  im Tanganjikasee, wo sie ausschließlich im südlichen Teil des Sees vorkommt. Hier leben die Tiere im Freiwasser in der Nähe des Felslitorals in Tiefen bis zu 80 m und bilden Schwärme, die mehrere hundert Individuen umfassen können.
Der Körperbau ist, wie bei allen Arten der Gattung, schlank und lang gestreckt. Die Tiere erreichen eine Länge von bis zu 11 cm, die Grundfarbe des Körpers ist braun-grau. Die Flossen der Weibchen sind unscheinbar, bei Männchen hingegen prächtig gefärbt. Es gibt verschiedene Farbvarianten mit zitronengelben, blau-violetten oder orangen Schwanzflossen.
C. leptosoma sind maternale Maulbrüter. Sie laichen im Freiwasser, also nicht auf der Sediment- oder auf Steinoberflächen ab und sind daher im Gegensatz zu verschiedenen anderen maulbrütenden Buntbarschen des Tanganjikasees keine potentielle Opfer von Brutparasitismus durch den Kuckucks-Fiederbartwels. Ein Gelege besteht meist aus nicht mehr als zehn weißlich-gelben Eiern mit einem Durchmesser von 2 mm. Die Paarung findet im freien Wasser statt. Sofort nach dem Legen eines Eies nimmt das Weibchen es ins Maul, erst hier wird es befruchtet. Während der ungefähr dreiwöchigen Brutzeit nimmt das Weibchen nur selten Nahrung zu sich. Nach dieser Zeit werden die 2 cm großen Jungfische aus dem Maul entlassen und nicht weiter versorgt.
Ihre Nahrung besteht hauptsächlich aus Zooplankton. Als Anpassung an diese Nahrungsquelle hat C. leptosoma ein vorstülpbares Maul.
Wegen der prächtigen Färbung der Männchen sind C. leptosoma beliebte Aquarienfische, als schwimmfreudige Schwarmfische benötigen sie allerdings ein großes Becken. Mitte der 1970er Jahre wurde die Art zum ersten Mal lebend nach Europa eingeführt. Da die ersten eingeführten Exemplare ausschließlich zur gelbflossigen Farbvariante gehörten, wurde die Art Zitronenschwanz genannt, mittlerweile wird sie auch als Blauer Heringscichlide oder Kärpflingscichlide bezeichnet.